# Anochetus bequaerti
Anochetus bequaerti är en myrart som beskrevs av Auguste-Henri Forel 1913. Anochetus bequaerti ingår i släktet Anochetus och familjen myror. Inga underarter finns listade i Catalogue of Life.

## Bildgalleri

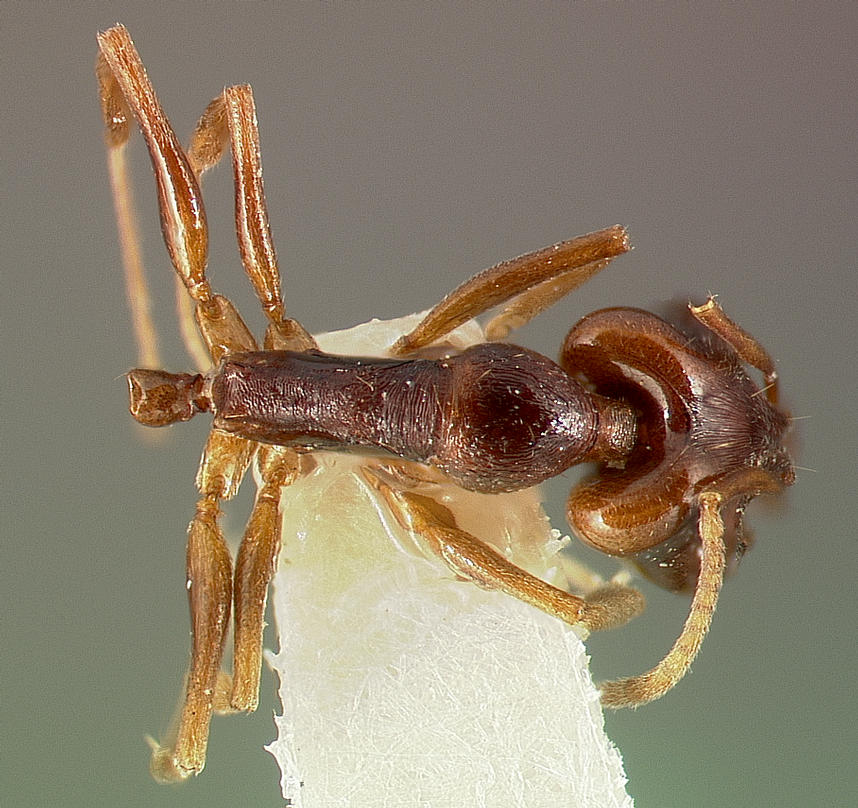
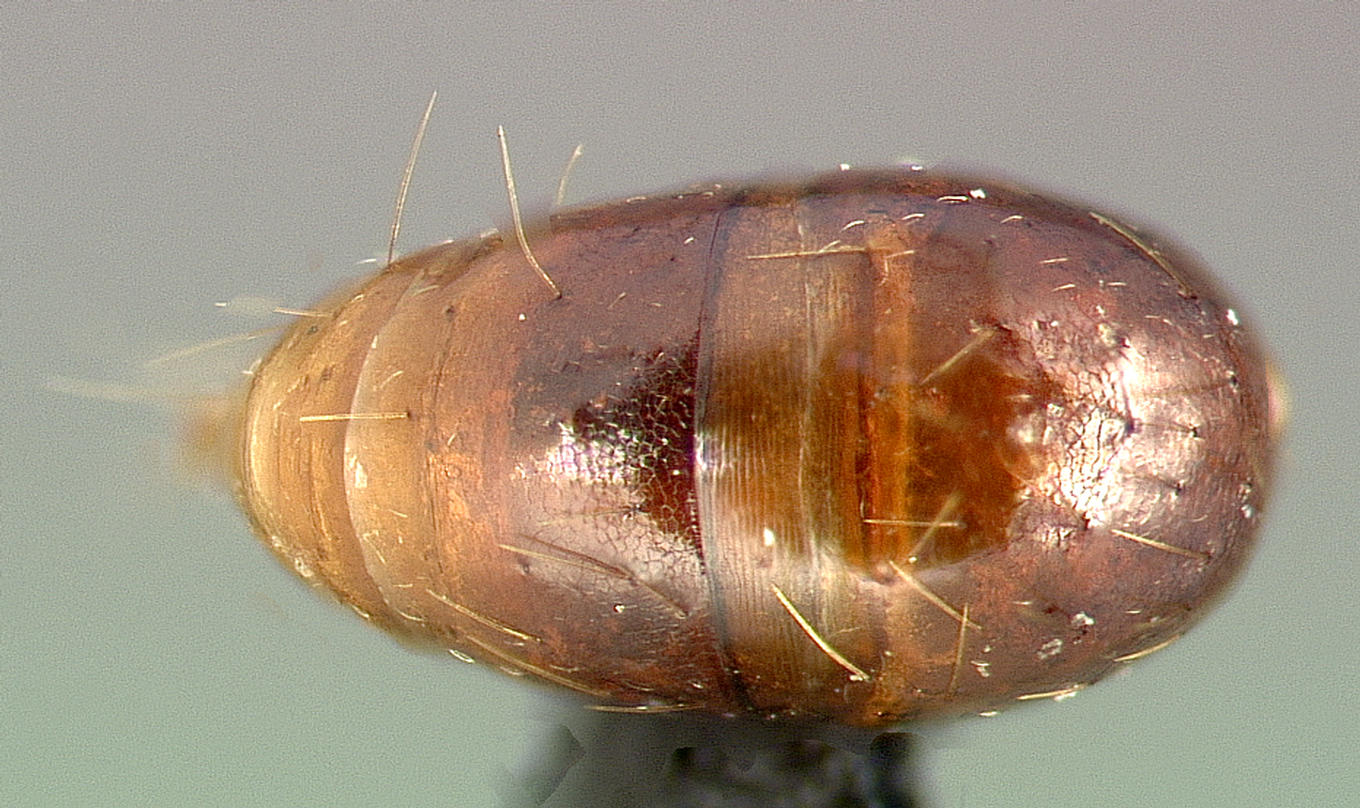
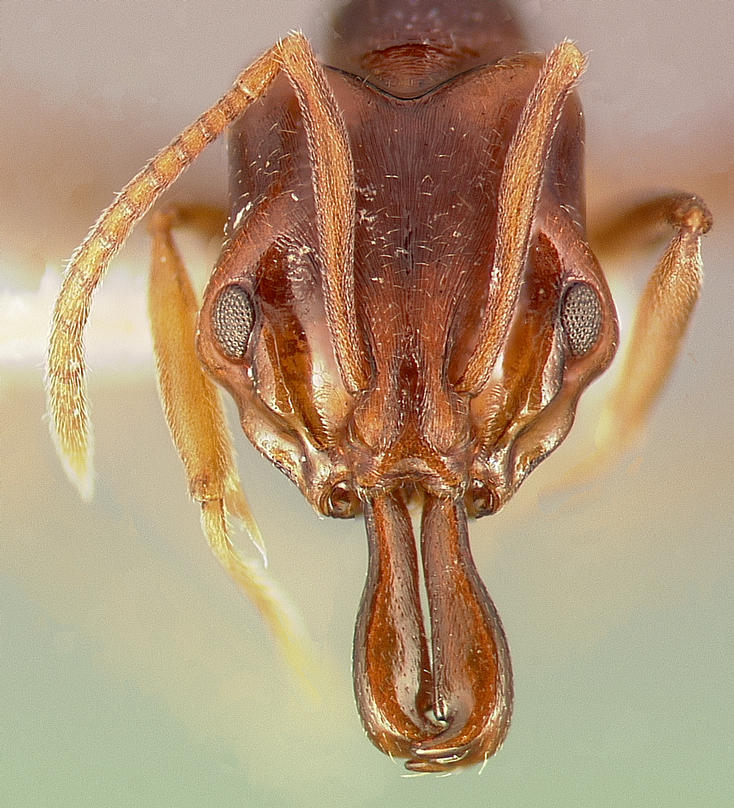
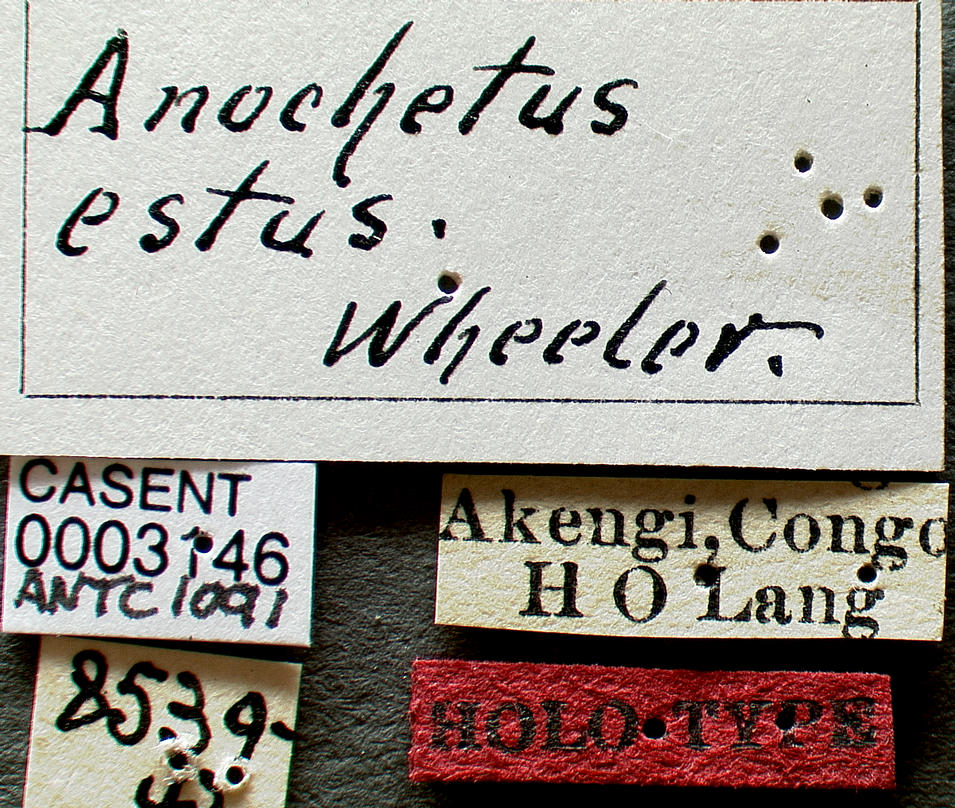
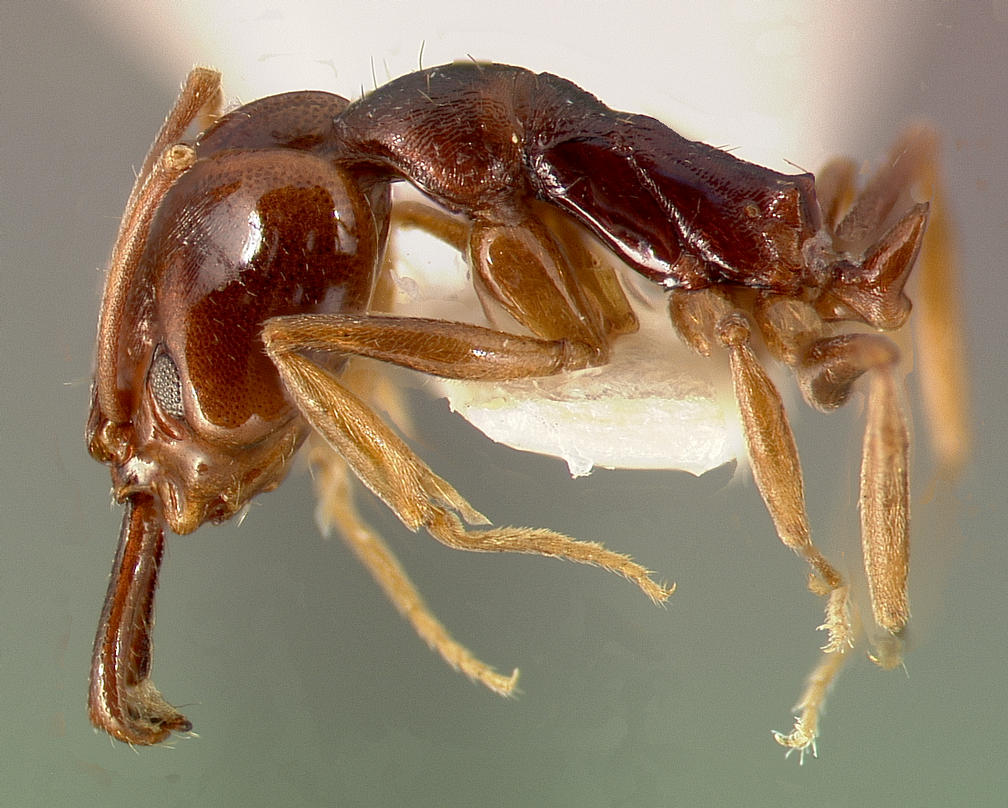
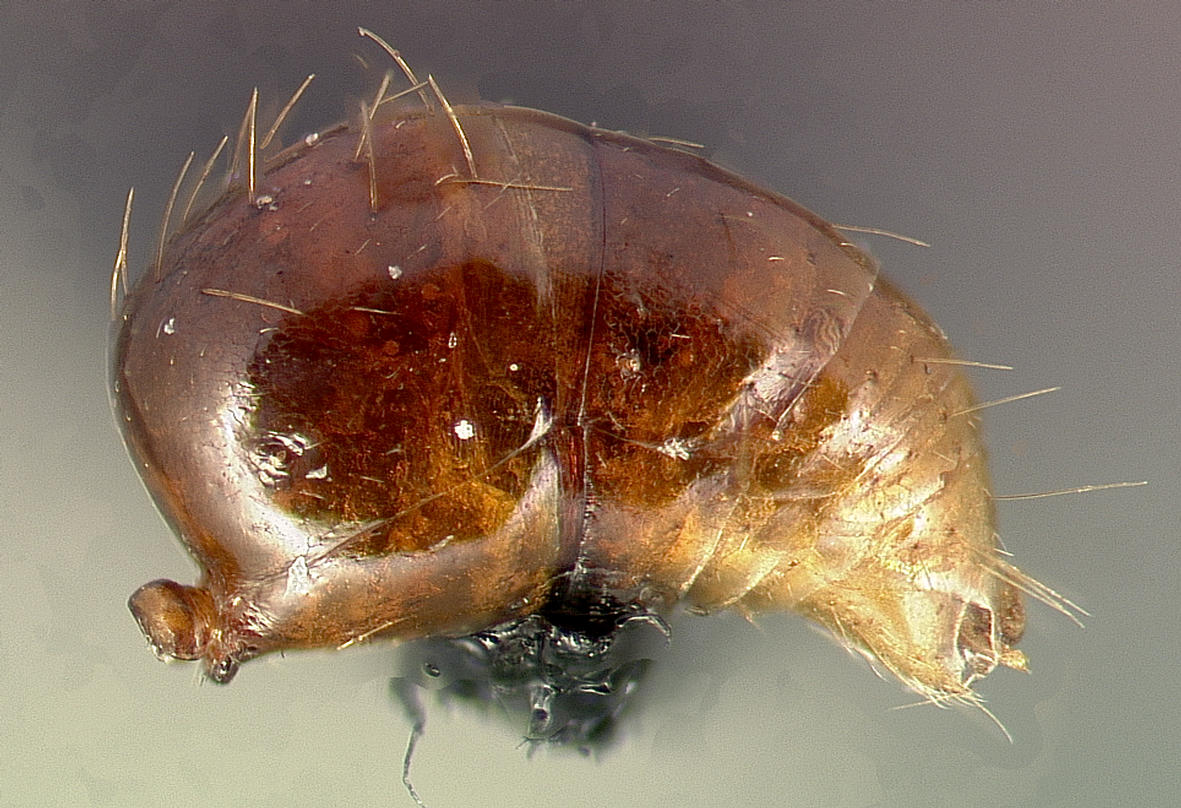